# Celina Matilde Matteri
Celina Matilde Matteri (27 de septiembre de 1943 - 30 de noviembre de 2004) fue una botánica, brióloga y exploradora argentina. 

## Biografía
Nació en la provincia de Buenos Aires, pero el desarrollo de su vocación la llevó a trabajar en diversos sitios, tanto argentinos como extranjeros.
En 1964, se recibió de profesora en Ciencias Naturales del Instituto Superior del Profesorado "Joaquín V. González" de Buenos Aires. Obtuvo su grado de Doctora en Ciencias Naturales por la Universidad Nacional de La Plata, en 1968. En 1969, ingresó al CONICET, como becaria de iniciación, luego de perfeccionamiento y, desde 1973 se desempeñó como investigadora.
Desde el año 1966, comenzó su actividad científica al lado de la Dra. Gabriela H. de Menéndez, en el Museo Argentino de Ciencias Naturales “Bernardino Rivadavia” donde transcurriera la mayor parte de su vida, investigando y también asumiendo otros roles: Secretaria Académica, Jefe de Laboratorio de Briología y Conservación, Miembro Alterno del Consejo Directivo, Miembro Asesor de la Secretaría de Política Ambiental y Miembro del Comité Editorial por el área Botánica de las Publicaciones Científicas.
En 1980, obtuvo una beca externa del CONICET, para realizar trabajos de ecología y de taxonomía de musgos en el "Programa Transecta Botánica de Patagonia Austral" con el Dr. S. W. Greene, en el "Instituto de Ecología Terrestre, Bush Estate, Escocia. Durante ese período, y entre 1988 y 1992, visitó diversos herbarios de Edimburgo, Londres, Ginebra, París, Australia, Tasmania, Nueva Zelanda, EE. UU., especializandose en la flora de musgos mundiales.

## Trayectoria
Se caracterizó por ser una coleccionista prolífera, colectando más de 1600 ejemplares. Desde 1967 recorrió numerosas provincias argentinas y diferentes lugares del mundo (Finlandia, Japón, Chile, entre otros), aunque fue la región Andino Patagónica, donde desarrolló su mayor actividad.Los ejemplares colectados están depositados en colecciones en diversos herbarios: BA, LPS, AAS, CANB y tantos otros.
A lo largo de su vida publicó más de 100 artículos en revistas especializadas además de capítulos de libros. Dictó conferencias y seminarios en Finlandia, Australia, Japón y Argentina. Participó activamente de Jornadas, Congresos y Simposios Argentinos, Latinoamericanos y de otros lugares del mundo, ya sean de Botánica y Briología. En 1994, fue presidente ejecutivo del VI Congreso Latinoamericano de Botánica, realizado en Mar del Plata.

## Algunas publicaciones
- celina m. Matteri. 1968. Las especies de Philonotis (Bartramiaceae) del Sur de Argentina. Rev. Museo Arg. Ccias Nat. Bot. 3 (4): 185-234

- 1970. Morfología del protonema y formación de yemas en Philonotis (Bartramiaceae). Rev. Museo Arg. Ccias Nat. Bot. 3(8): 255-265

- 1972. Las Hookeriaceae (Musci)Andino-Patagónicas II. Rev. Museo Arg. Ccias Nat. Bot. 4(2): 243-280

- w.d. Margadant, h.a. Miller, c.m. Matteri. 1972. Proposal for the conservation of the generic name Pterygophyllum Brid. 18l9. En Musci. Taxon 21 (4):536

- celina m. Matteri. 1973. El género Breutelia (Bartramiaceae, Musci) en la región Andino Patagónica. Rev. Museo Arg. Ccias Nat. Bot. 4 (4): 321-360

- 1973. Revisión de las Hypoterygiaceae (Musci) Austrosudamericanas. Bol. Soc. Argent. Bot. 15 (2- 3): 229-250

- 1973. Notas briológicas (Musci) I. An. Inst. de la Patagonia 4(3): 328

- 1973. Notas briológicas (Musci) II. An. Inst. de la Patagonia 4(3): 329

- 1975. Las Hookeriaceae (Musci), Andinopatagónicas. I. Nova Hedwigia 26: 649-724

- 1976. Proposal for the typification of the genus Hypopterygium Brid. (1827). Taxon 25(1): 189

- g.g.h. de Menéndez, c.m. Matteri. 1981. Contribución de las briofitas en la vegetación patagónica entre los 51º-52 º lat. S. Actas de las XVIII J. Arg. Bot: 69-70

- celina m. Matteri. 1981. Patagonian Bryophytes 4. Breutelia elongata (Hook.f. & Wils.) Mitt. and Myurella julacea (Schwaegr.) B.S.G. in Southern South America. Lindbergia 7(1): 51-55

- ---------------------. 1982. Patagonian bryophytes 6. Fruiting Sarconeurum glaciale (C.Müll.) Card. et Bryhn, newly found in Southern Patagonia. Lindbergia 8 (2): 105-109

- ---------------------, g. Hässel, s.w. Greene. 1983. The ocurrence and distribution of Bryophytes between 51º52º Lat. S in Southern Patagonia. Abstracts The World Conference of Bryology: 28. Tokio

- ---------------------. 1983. Sobre Batramia stricta ( Batramiaceae, Musci) en la región Andino-patagónica. Bol. Soc. Arg. Bot. 22 (1-4): 231-241

- ---------------------. 1984. Sinopsis de las especies Andino-Patagónicas, Antárticas y Subantárticas de los géneros Bartramia, Bartramidula y Conostomum (Bartramiaceae, Musci). Darwiniana 25 (1-4): 143-162

- ---------------------. 1985. Current state of Latin American Bryology. J. Hattori Bot. Lab. 59: 481-486

- ---------------------. 1985. Obituario: Prof. Dr. Heikki Roivainen, 1900-1983. Bol. Soc. Argent. Bot. 24: 214-215

- ---------------------. 1986. Overview on the phytogeography of the moss flora from Southern Patagonia at 51º-52º South Latitude. J. Hattori Bot. Lab. 60: 171-174

- ---------------------. 1986. Los Musci (Bryophyta) de Las Islas Malvinas, su hábitat y distribución. Nova Hedwigia 43 (1-2): 159 - 189

- ---------------------. 1986. Diversidad y Ecología de la Flora de Musgos de Tierra del Fuego (Argentina). Res. IV Congreso Latinoamericano de Botánica: 230

- ---------------------, m.m. Schiavone. 1987. Algunas comunidades muscinales en los bosques de Nothofagus fueguinos. Res. 1.er. Simposio sobre Nothofagus: 30

- ---------------------, m.m. Schiavone. 1987. Las comunidades muscinales de Bahía Buen Suceso, Tierra del Fuego. Res. XXI Jornadas Argentinas de Botánica, p. 19

- ---------------------. 1987. Musci Fuegiani Exsiccati. Series I, N.º 1-25. News and Notes. The Bryologist 90(1): 297

- ---------------------, r. Ochyra. 2000. Musci Fuegiani Exsiccati. Series V ( 2): 26 a 50. News & Notes, The Bryologist 103 (4): 834

- ---------------------, m.m. Schiavone. 2002. Catálogo de los musgos (Bryophyta) de la región Fueguina en Argentina y Chile. Rev. Museo Arg. Ccias Nat. 4(2): 111-138

- ---------------------. 2003. New combination and new synonyms in Fuegian mosses. Lindbergia 28(2): 80-82

- ---------------------, m.m. Schiavone. 2003. New national or regional bryophyte records 7: 7. Hedwigidium integrifolium (P.Beauv.) Dix. En C.E.O. Jensen. (New to Argentina, Chubut Province). J. of Bryology 25(2): 142

- ---------------------, r.m. Farias. 2003. New national or regional bryophyte records 7: 11. Pleurochaete squarrosa (Brid.) Lindb. (New to Argentina, Entre Ríos Province). J. of Bryology 25(2): 143

- ---------------------. 2003. New national or regional bryophyte records 7:12. Schimperobryum splendidissimum (Mont.) Marg. var. perdentatum Matteri (New to Argentina, Chubut Province). J. of Bryology 25(2): 143

- ---------------------. 2003. Los Musgos (Bryophyta) de Argentina. Tropical Bryology 24: también disponible en internet: The Mosses (Bryophyta) of Argentina. W3MOST en TROPICOS (http://mobot (enlace roto disponible en Internet Archive; véase el historial, la primera versión y la última).. mobot.org/W3T/Search/most.html). R. Magill editor. Misuri

- g.m. Suárez, m.m Schiavone, celina m. Matteri. 2003. Las Cryphaeaceae (Bryophyta) del Noroeste Argentino. Ponencia. XXIX Jornadas Argentinas de Botánica y XV Reunión anual de la Sociedad Botánica de Chile. Bol. Soc. Arg. Bot. 38: 65

- m.m. Schiavone, c.m. Matteri, g.m. Suárez, t. Colotti. 2003. Estudios preliminares sobre Thuidiaceae (Bryophyta, Musci) del Noroeste de Argentina. XXIX Jornadas Argentinas de Botánica y XV Reunión anual de la Sociedad Botánica de Chile. Bol. Soc. Arg. Bot. 38: 65

### Libros y capítulos de libros
- celina m. Matteri. 1975. Bryophyta, Musci, Hookeriales, pp. 1-58, en S. A. Guarrera, I. Gamundí de Amos & D. Rabinovich de Halperin (eds.) Flora Criptogámica de Tierra del Fuego, Tomo 14(9). [s. n.], Buenos Aires

- Sebastián a. Guarrera, celina maría Matteri. 1983. Bryophyta, Musci, Hookeriales. Vol. 14 de Flora criptogámica de Tierra del Fuego. 58 pp.

- celina m. Matteri. 1985. Catálogo de las Briofitas. Catálogo de los Musgos, pp. 265-298, en O. Boelcke, F. A. Roig & D. M. Moore (eds.) Transecta Botánica de la Patagonia Austral. CONICET. B Aires

- s.w. Greene, g.g. Hässel, c.m. Matteri. 1985. La Contribución de las briofitas en la vegetación de la Transecta, pp. 557- 591, en O. Boelcke, Moore, D. M. & Roig, F. A. (eds.), Transecta Botánica de la Patagonia Austral. CONICET Bs. As. Cap. l6.

- celina m. Matteri. 1985 [1987]. Bryophyta, Musci, Bartramiaceae, pp. 1-62, en S. A. Guarrera, I. Gamundí de Amos & D. Rabinovich de Halperin (eds.) Flora Criptogámica de Tierra del Fuego, Tomo 14, fasc.7. [s. n.] B Aires

- s.a. Guarrera, i. Gamundí de Amos, c.m. Matteri (eds.) 1992-2001. Flora Criptogámica de Tierra del Fuego, [s.n.], Buenos Aires. Tomo 1(2), 3(1), 7(1), 8(3), 10(5), 12(2-3), 13(6-7), 14(10, 12)

- celina m. Matteri. 2000. Southern South America. Biodiversity, centres of diversity, and endemism. Chapter 6: Regional Overviews: 6.4: 35-38, en T. Hallingbäck & N. Hodgetts (eds.), Mosses, Liverworts and Hornworts. Status Survey and Conservation Action Plan for Bryophytes. IUCN/SSC Bryophyte Specialist Group. IUCN, Gland, Suiza; Cambridge, RU

- r. Ochyra, c.m. Matteri. 2001. Bryophyta, Musci: Amblystegiaceae, pp. 1-96, en S. A. Guarrera, I. Gamundí de Amos & C. M. Matteri (eds.), Flora Criptogámica de Tierra del Fuego, Tomo 14(10) [s. n.] B Aires

## Honores
- 1994: Presidente Ejecutivo del "VI Congreso Latinoamericano de Botánica", Mar del Plata
- Evaluadora de proyectos de investigación para la "Red Latinoamericana de Botánica" y de la "National Geographic Society"

### Epónimos
- Matteria Goffinet[4]

- La abreviatura «Matteri» se emplea para indicar a Celina Matilde Matteri como autoridad en la descripción y clasificación científica de los vegetales.[5]